# Buchner Bründler
Buchner Bründler ist ein Schweizer Architekturbüro, das im Jahr 1997 von Daniel Buchner und Andreas Bründler in Basel gegründet wurde.

## Partner
Daniel Buchner (* 1967 in Berneck) machte von 1984 bis 1987 eine Lehre als Hochbauzeichner in Berneck und studierte anschließend Architektur von 1988 bis 1993 an den Ingenieurschulen St. Gallen und Basel. Zwischen 1994 und 1997 arbeitete Buchner bei Morger & Degelo. 2003 wurde er in den BSA aufgenommen. 2008 und 2009 folgte eine Gastprofessur an der EPF Lausanne und von 2010 bis 2012 war Daniel Buchner Gastdozent an der ETH Zürich.
Andreas Bründler (* 1967 in Sins) machte von 1984 bis 1987 eine Lehre als Hochbauzeichner in Zug und studierte anschließend Architektur von 1989 bis 1993 an der Ingenieurschule Basel. Zwischen 1994 und 1997 arbeitete Bründler bei Miller & Maranta. 2003 wurde er in den Bund Schweizer Architekten aufgenommen. 2008 und 2009 folgte eine Gastprofessur an der EPF Lausanne und von 2010 bis 2012 war Andreas Bründler Gastdozent an der ETH Zürich. Bründler wurde 2016 als Gastkritiker von Uta Graff an die TU München eingeladen. 2021 war er Workshopleiter an der Porto Academy.

## Bauten
Daniel Buchner als Mitarbeiter bei Morger & Degelo:
- 1991–1993: Überbauung Dreiroseb-Klybeck, Basel[4]

eigene Bauten:
- 1999–2000: Aufstockung Haus Schneider, Lupsingen
- 1998–2002: Lofthaus, Basel[5]
- 2001–2002: Haus Cartillone, Büren[6]
- 2003–2004: Haus Lancashire-Vogel, Aesch
- 2004–2007: Managerpavillon Jinhua, Jinhua
- 2006–2009: Wohnhaus, Binningen
- 2005–2010: Volta Zentrum, Basel[7]
- 2007–2010: Umbau und Erweiterung Jugendherberge St. Alban, Basel[8]
- 2007–2010: Schweizer Pavillon auf Expo 2010, Shanghai[9]
- 2008–2010: Casa d'Estate, Linescio
- 2009–2012: Wohnhaus Bläsiring, Basel
- 2010–2012: Wohnhaus Chienbergreben, Gelterkinden
- 2010–2012: Wohnhaus Hertenstein, Hertenstein-Weggis
- 2008–2014: Wohnbebauung Peninsula, Wädenswil
- 2009–2015: Hotel Nomad, Basel (von Bräuning, Leu, Dürig)
- 2007–2016: Garden Tower, Wabern bei Bern
- 2014–2016: Wohnhaus Münchenstein, Münchenstein
- 2015–2016: Umbau Haus Kürsteiner, Greifensee (von Justus Dahinden)
- 2014–2017: Genossenschaftshaus Stadterle, Erlenmatt Ost
- 2014–2018: Casa Mosogno, Mosogno Sotto
- 2015–2018: Wohnhaus Kirschgarten, Binningen[10]
- 2016–2018: Kirschlager Nuglar, mit Lilitt Bollinger
- 2017–2019: Umbau Wohnhaus Allschwil, Allschwil
- 2017–2021: Bahnhof Altdorf
- Umbau Wohnhaus, Latsch mit Ingenieur Jürg Buchli

## Auszeichnungen und Preise
- 2002: Auszeichnung für gute Bauten im Kanton Basel für Aufstockung Haus Schneider, Lupsingen und Lofthaus, Basel
- 2003: Eidgenössisches Kunstpreis[11]
- 2003: Bauwelt Preis für Lofthaus, Basel[12]
- 2008: Jurypreis – Der beste Umbau für Umbau Wohnanlage Sevogelstrasse, Basel[13]
- 2008: Auszeichnung für gute Bauten im Kanton Basel für Haus Lancashire-Vogel, Aesch
- 2012: AIT Award – für Casa d'Estate, Linescio[14]
- 2013: Auszeichnung – Häuser des Jahres für Haus, Gelterkinden[15]
- 2013: Architekturpreis Beton für Casa d'Estate, Linescio und Wohnhaus Bläsiring, Basel[16]
- 2013: Auszeichnung für gute Bauten im Kanton Basel für Volta Zentrum, Wohnhaus Bläsiring, Jugendherberge St. Alban, Manor Liestal, Wohnhaus Binningen, Gemeindezentrum Seltisberg
- 2014: Schönste Bücher aus aller Welt der Stiftung Buchkunst – Goldmedaille für Buchner Bründler. Bauten. gta Verlag, Zürich 2012[17]
- 2018: Arc award – Wohnbauten für Genossenschaftshaus Stadterle, Basel[18]
- 2018: Auszeichnung für gute Bauten im Kanton Basel für Hotel Nomad, Basel[19]
- 2020: Bronzerner Hase für Umbau Wohnhaus von Rolf Müller, Allschwil[20]
- 2020: Jurypreis – Der beste Umbau für Umbau Steinhaus, Mosogno[21]
- 2020: AIT Award – Social Design für Genossenschaftshaus Stadterle[22]

## Ehemalige Mitarbeiter
- Lilitt Bollinger
- Maria Conen
- Jonas Virsik

## Bücher
- Heinz Wirz (Hrsg.): Buchner Bründler. 2. Band der Reihe Anthologie. Quart Verlag, Luzern 2004
- ETH Zürich (Hrsg.): Buchner Bründler. Bauten. gta Verlag, Zürich 2012[23] mit Beiträgen von Reto Geiser, Ludovic Balland, Philipp Esch, Tibor Joanelly, Andreas Ruby, Ilka Ruby, Caspar Zellweger, Ruedi Walti, Iwan Baan
- a.mag 07 Buchner Bründler Architekten | Fuhrimann Hächler Architekten. August 2015, Publisher A.mag Editorial Sl, ISBN 978-84-606-9703-9
- Ludovic Balland (Hrsg.): Buchner Bründler. Bauten II. park books, Zürich 2022